# Palace Cine
El Palace Cine estava ubicat a Gran Via de les Corts Catalanes, 605-607 de Barcelona. Amb anterioritat s'havia anomenat Metropolitan Cinemaway i Ideal Cine.

## Metropolitan Cinemaway
El 6 de febrer de 1909 es va inaugurar el cinema Metropolitan Cinemaway per iniciativa de Domingo Comamala. Aquest estava inspirat amb els trens per oferir al públic la sensació d'estar viatjant amb ferrocarril o tramvia, tot recorrent arreu del món. El primer "viatge" que es va projectar va ser per terres noruegues "De Froudhjem a Frezkefjord y de Frezkefjord a Egersund".
Però la fórmula del tren i el tramvia aviat començà a no tenir tant d'èxit, així que va provar-ho amb excursions amb "cotxe automòbil" però tampoc va donar els resultats esperats. La sala va acabar tancant portes el 29 de gener de 1911, gairebé dos anys després de la seva exitosa inauguració. Es considera un dels cinemes més originals que va tenir Barcelona.

## Ideal Cine
El 22 d'abril del 1911 obrí les portes l'Ideal Cine, al mateix lloc on anteriorment hi havia el Metropolitan Cinemaway. Aquest nou edifici va ser obra de l'arquitecte Josep Plantada. Tenia un gran vestíbul i una sala amb una capacitat per a cinc-centes persones. Un tret particular del local era que després de cada sessió es desinfectava i perfumava la sala.
El director del local, Pere Garriga Roig, va començar programant el millor i més selecte del moment com Madame Sans Gêne (curt metratge) i La reina Elisabeth (curt metratge) de Henri Desfontaines, Más fuerte que el odio, Germinal d'Albert Capellani, Los Miserables i Los últimos días de Pompeya de Mario Caserini.
El 28 de juny del 1913 el cinema va ser guardonat amb el premi del jurat del Concurso Anual de Edificios y Establecimientos Urbanos per la seva façana.
Garriga Roig deixà la direcció del local al març del 1914, però se'n tornà a fer càrrec l'abril del 1915. L'última projecció de la sala sota el nom de Ideal Cine es va fer el 10 de març del 1916. L'endemà el local obrí sota el nom de Palace Cine.

## Palace Cine
L'11 de març de 1916 la sala va obrir sota el nom de Palace Cine amb el mateix programa que el dia anterior i programant conjuntament amb Eldorado. Aquest nou local va passar a dependre de l'empresa Bohemia.
El primer esdeveniment de la sala va ser el 25 de juny amb l'estrena de la sèrie Los misterios de Barcelona d'Alberto Marro. Després d'aquest cicle, la sala va desaparèixer de les cartelleres. Reaparegué l'1 de setembre amb l'estrena de Los misterios de París de Charles Burguet.
El febrer de 1924 es va fer l'última projecció, Nathan el sabio de Manfred Noa.